# Platylabus opiparus
Platylabus opiparus är en stekelart som först beskrevs av Cameron 1885.  Platylabus opiparus ingår i släktet Platylabus och familjen brokparasitsteklar. Inga underarter finns listade i Catalogue of Life.